# Vijanden en ziekten in de slakkenkweek
Vijanden en ziekten in de slakkenkweek zijn predatoren, parasieten, bacteriën en andere gedierte die een veilig, gezonde en productieve slakkenkwekerij in de weg staan.
Omdat de slak een rijke bron van primaire voedingsstoffen als proteïne en calcium is en het een eenvoudige prooi is voor predatoren en omnivoren, bevindt het zich aan het einde van veel voedselketens. De preventie en bestrijding van deze vijanden is dan ook een grote punt van zorg in slakkenkweek.
Openlucht- ofwel 'extensieve' kwekerijen hebben potentieel veel last van roofdieren die grote fysieke schade aan de faciliteiten kunnen brengen. In indoor-kwekerijen, de zogenaamde 'intensieve' slakkenkwekerijen, waar met grote slakkendichtheden onder kunstmatige omstandigheden gekweekt wordt en hygiëne uitermate kritiek is, zijn parasieten, schimmels en bacterie potentieel de grootste aandachtspunten in de pestbestrijding. Deze veroorzaken namelijk onomkeerbare ziektepatronen die niet alleen tot sterilisatie en dood leiden, maar door spreiding hele slakkenpopulaties kunnen vellen.
Maatregelen gaan echter gepaard met kosten en worden dan ook niet zomaar toegepast. In het ontwerp van een kwekerij wordt alleen structurele maatregelen doorgevoerd, die onder de lokale omstandigheden nodig geacht worden. Gedurende de praktijk verzekert de kweker zich in de eerste plaats dat aan basisvoorwaarden van een gezonde slakkenkwekerij voldaan wordt. Extra maatregelen ten aanzien van pestbestrijding worden genomen op basis van feitelijke ervaring ter plaatse. Het herkennen van (symptomen van) ongedierte en ziekten is hierbij van belang voor de keuze van kostefficiëntie oplossingen.

## Gewervelde vijanden

### Zoogdieren
Grote zoogdieren, als het wilde zwijn en vossen eten niet alleen slakken, maar ze veroorzaken ook grote ravage bij het breken in een kwekerij. Dit geldt ook voor loslopende honden. Een slakkenkwekerij heeft daarom een robuuste omheining nodig om deze dieren buiten de deur te houden. Katten daarentegen zijn minder schadelijk en dienen zelfs als een natuurlijke bestrijdingsmiddel tegen ratten en muizen.
De mens blijft in de literatuur zelden onvermeld. Kwaadwillenden kunnen de kwekerij ingaan simpelweg om slakken te stelen. Landlopers en onwetenden hebben vaak geen idee dat en hoe ze schade berokkenen. Maatregelen als degelijke hekwerken zijn daarom nodig om mensen buiten te houden. Bezoekers dienen altijd onder begeleiding te blijven. Men dient griepvrij te zijn omdat ziektekiemen (bacteriën) van de mens op de slak overgedragen kunnen worden. Roken op een kwekerij is ook uit den boze.

#### Knaagdieren

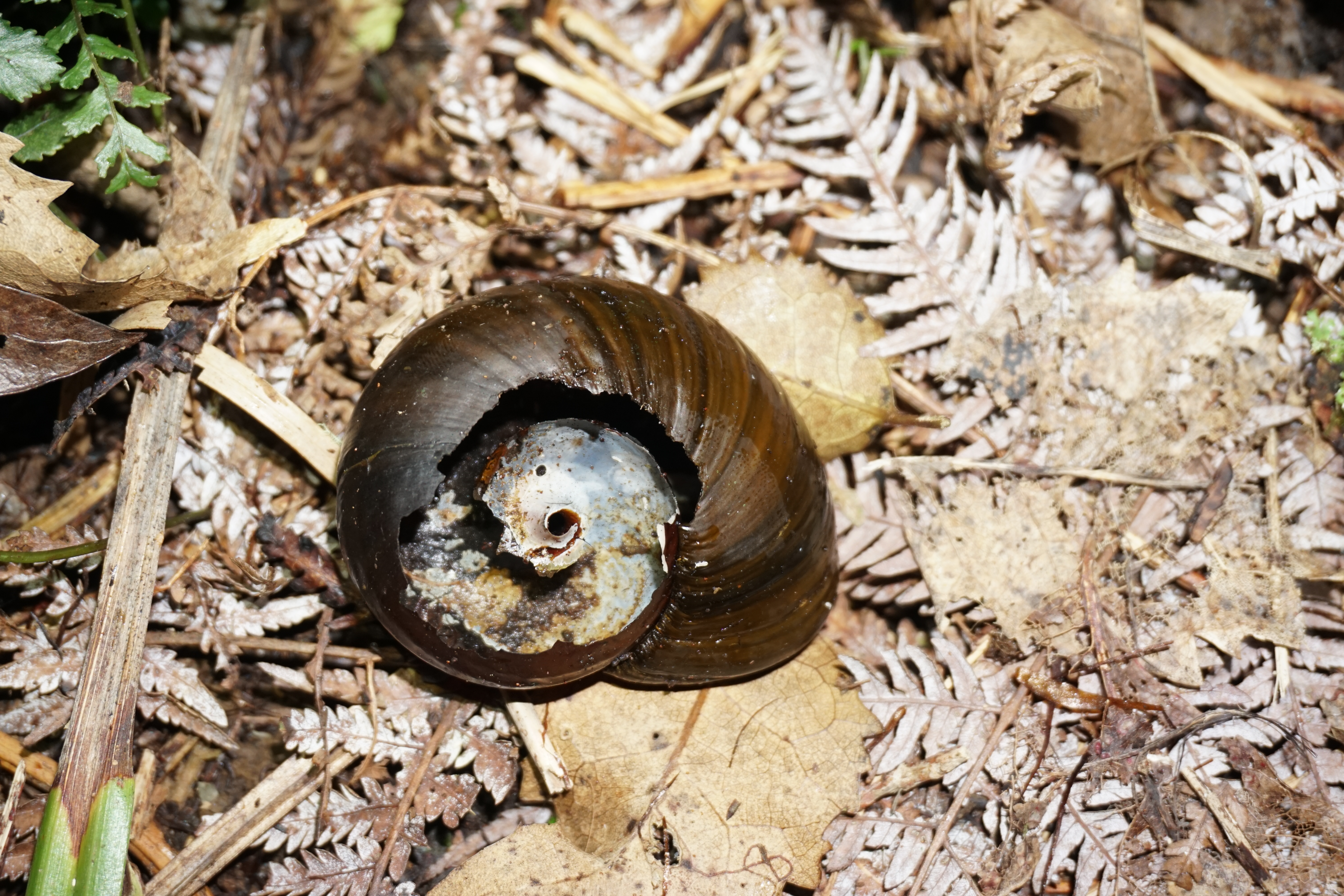
Een slak die vermoedelijk door een opossum gegeten is

Ratten en muizen en hiervan in het bijzonder de dwerg- en bosmuizen zijn fervente jagers van de slak. Ze hebben de typische gewoonte om de apex van het slakkenhuisje weg te knagen om bij het vlees te komen. Als deze knaagdieren eenmaal hun weg gevonden hebben, kunnen ze grote schade aanbrengen. Tegen deze dieren zijn diverse oplossingen, van muizenvallen tot biologische en chemische gif. In het bijzonder chemische gif dient buiten de omheiningen van slakkenparken toegepast worden, opdat slakken er niet mede slachtoffer van worden.

#### Insecteneters
Insecteneters, zoals egels, spitsmuizen en eikelmuizen vinden hun weg meestal via gaten in de omheining. Hekwerken en barrières dienen daarom nauwkeurig en periodiek op onvolkomenheden (bijvoorbeeld door de wind los geblazen bevestigingspunten, door wildgroei opengebarsten zeil etc.) geïnspecteerd te worden.

### Vogels

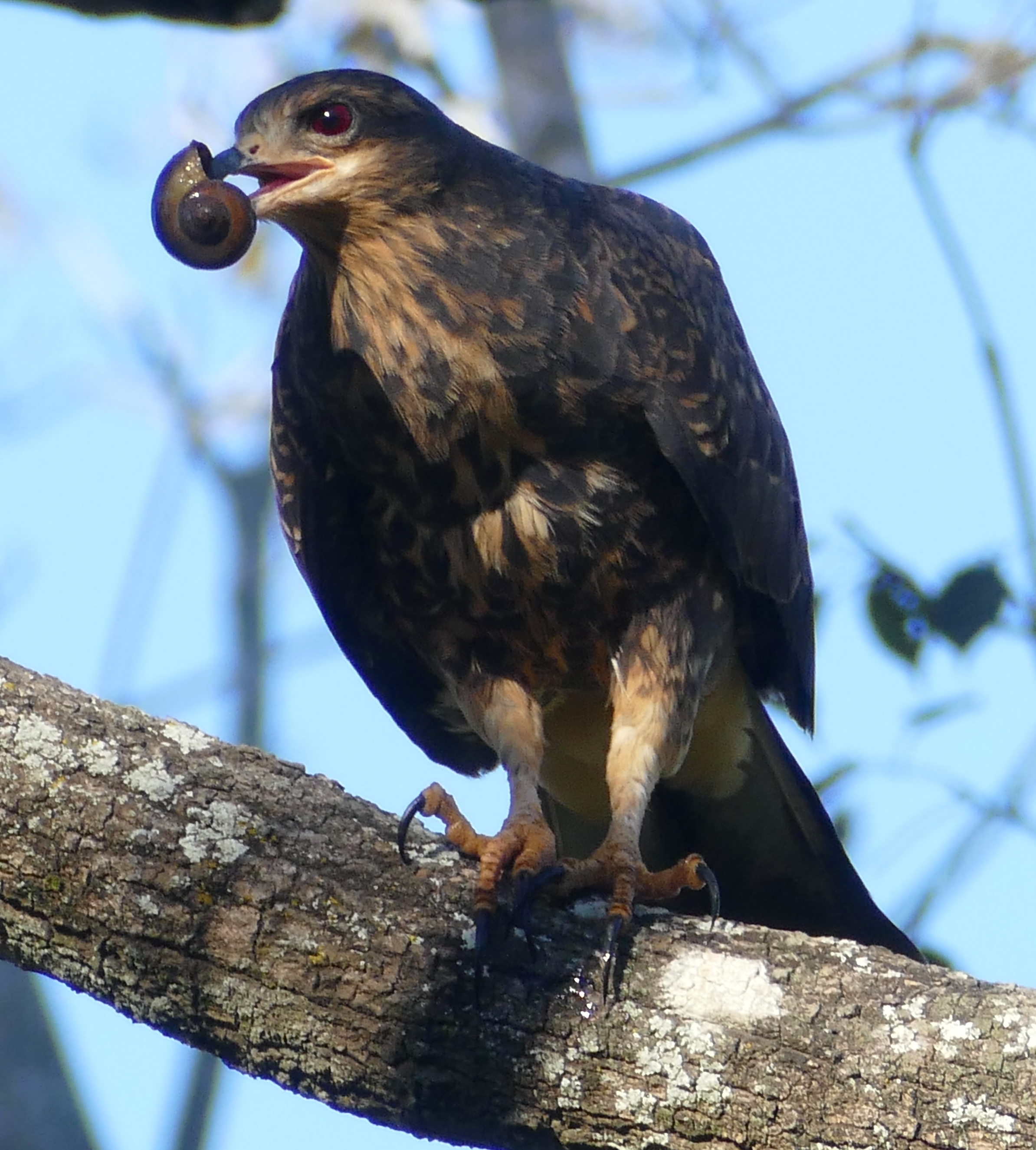
Slakkenwouw met zijn prooi

Vogels en dan met name kraaien en lijsters zijn beruchte rovers van slakken. Lijsters slaan het huisje kapot om bij het vlees te komen terwijl kraaien ze eenvoudig vermorzelen en desnoods uit de lucht kapot laten vallen.
Onbeschermde openluchtkwekerijen verliezen 5 tot 8% van hun voorraad aan vogels. Vogelnetten worden gebruikt ter wering van vogels, maar worden meestal pas toegepast als er duidelijk last van de vogels ondervonden wordt. Een nadeel van netten kan zijn dat zij het contact tussen openluchtparken en de atmosfeer verstoren, waardoor de vorming van morgendauw op vegetatie verstoord kan worden.

### Reptielen en amfibieën
Van de reptielen zijn schubreptielen en hagedisachtigen, waarvan in het bijzonder hazelwormen, slakkeneters. Bij de amfibieën zijn groene kikkers en padden de meest gevreesde jagers van slakken. Hazelwormen kunnen met de hand verwijderd worden. Voor kikkers worden kikkervallen gebruikt. Dat kunnen ingegraven emmers zijn met een lampje erboven die de aanwezige kikkers in de nacht aantrekken en ze zo in de emmer doen vallen.

## Ongewervelde vijanden

### Insecten
Van de insecten zijn er diverse keversoorten die op slakken jagen. Algemeen gesproken jagen zowel de volwassenen en hun larven op de slak. Deze wordt verlamd of gedood door een giftige beet waarna met een proteolitisch afscheiding het vlees verteerd wordt voor consumptie.

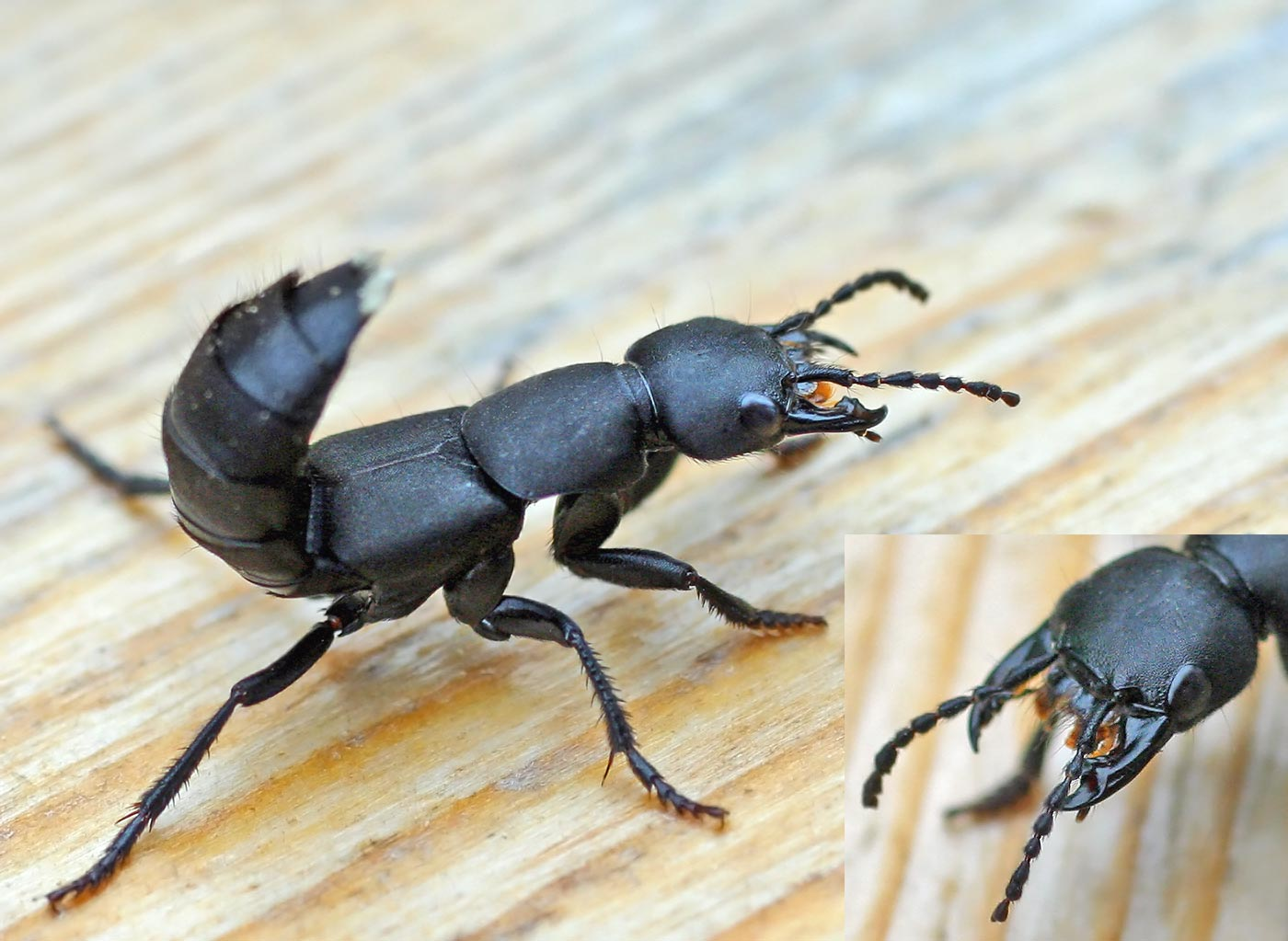
Kortschildkever

Kortschildkevers zijn beruchte rovers van slakken die voornamelijk op zure grond (pH<7.0) voorkomen. Zij laten hun proteolitische afscheiding uitwendig zijn werk doen alvorens ze hun slachtoffer consumeren.
Van de slakkenkevers kruipt het vrouwtje in het huisje van de slak alwaar ze de slak doodt en consumeert.

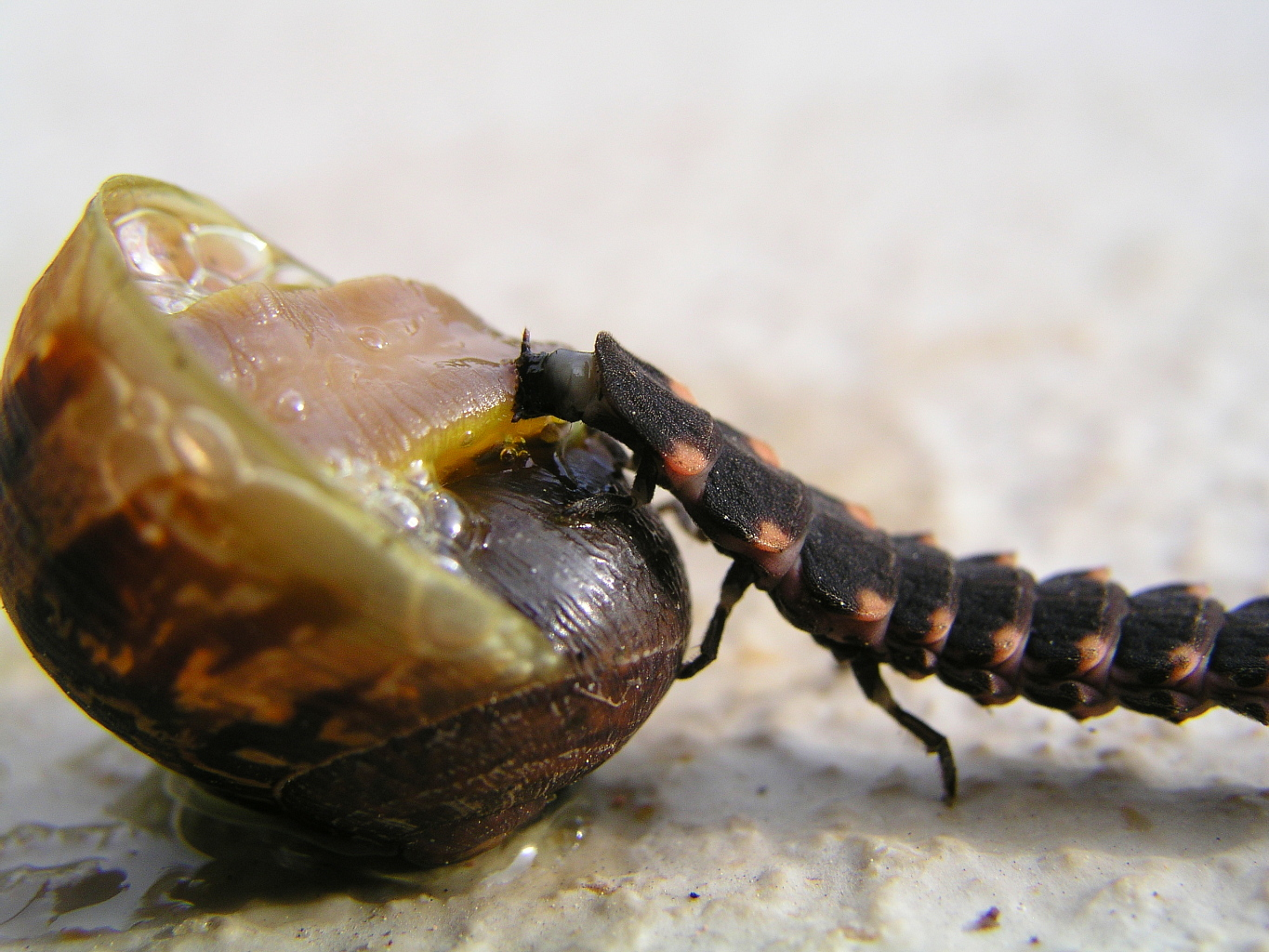
Een larve van de glimworm aan zijn slakkenmaal

Het vleugelloze vrouwtje en de larve van de grote glimworm lijken op elkaar en eten de slak levend nadat ze hem met hun slijm verlamd hebben.
Ook loopkevers, zowel volwassenen als hun larven, eten hun slachtoffer levend. De larve kruipt daarvoor in het huisje van de slak, waarbij het overigens het slakkenslijm moet ontwijken die de slak uit verdediging produceert, anders stikt het daarin. Wanneer het zich succesvol in het huisje heeft genesteld verlamd het de slak met een neurotoxine en na uitwendige vertering consumeert het de slak. Loopkevers eten behalve het vlees ook de slakkeneieren.

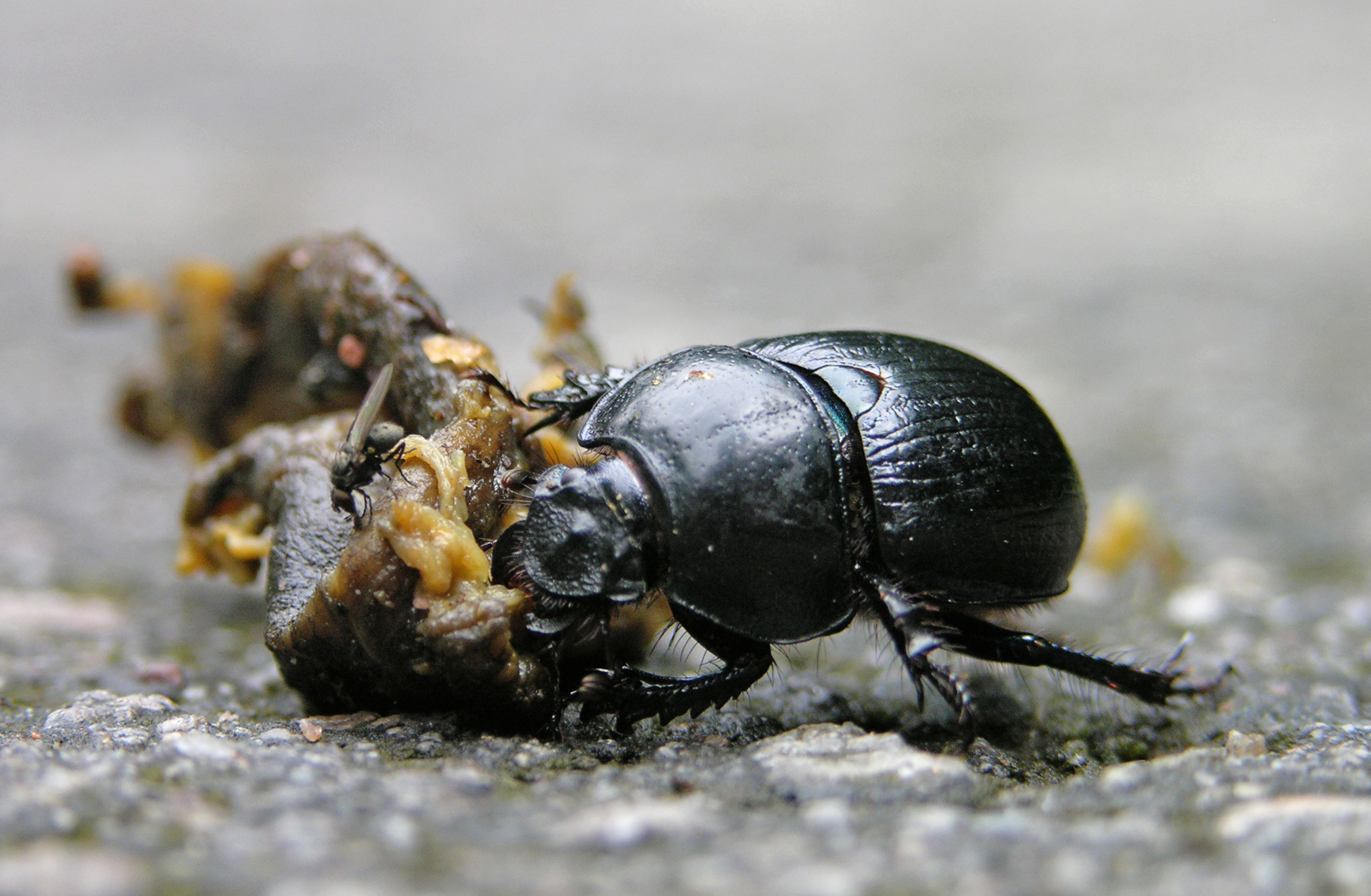
Een kever verorbert een dode (naakt)slak.

De aaskevers in het algemeen en de phosphuga in het bijzonder zijn geduchte predatoren van de slak. De aaskevers beschikken over een anale afscheiding waarmee ze het slijm die de slak ter verdediging produceert neutraliseren. De aaskevers slaan ook toe bij hibernerende slakken, waarvan ze de epifragma doorboren om bij het vlees komen.
Er zijn diverse vallen voor als er veel last is van vliegende insecten (bijvoorbeeld vliegenstrip, wespenval), maar die moeten met zorg gekozen worden wanneer ook van goede insecten gebruikgemaakt wordt (biologische bestrijding). Diverse van genoemde kevers vliegen echter niet en kunnen met bodemvallen gevangen worden.

### Roofslakken

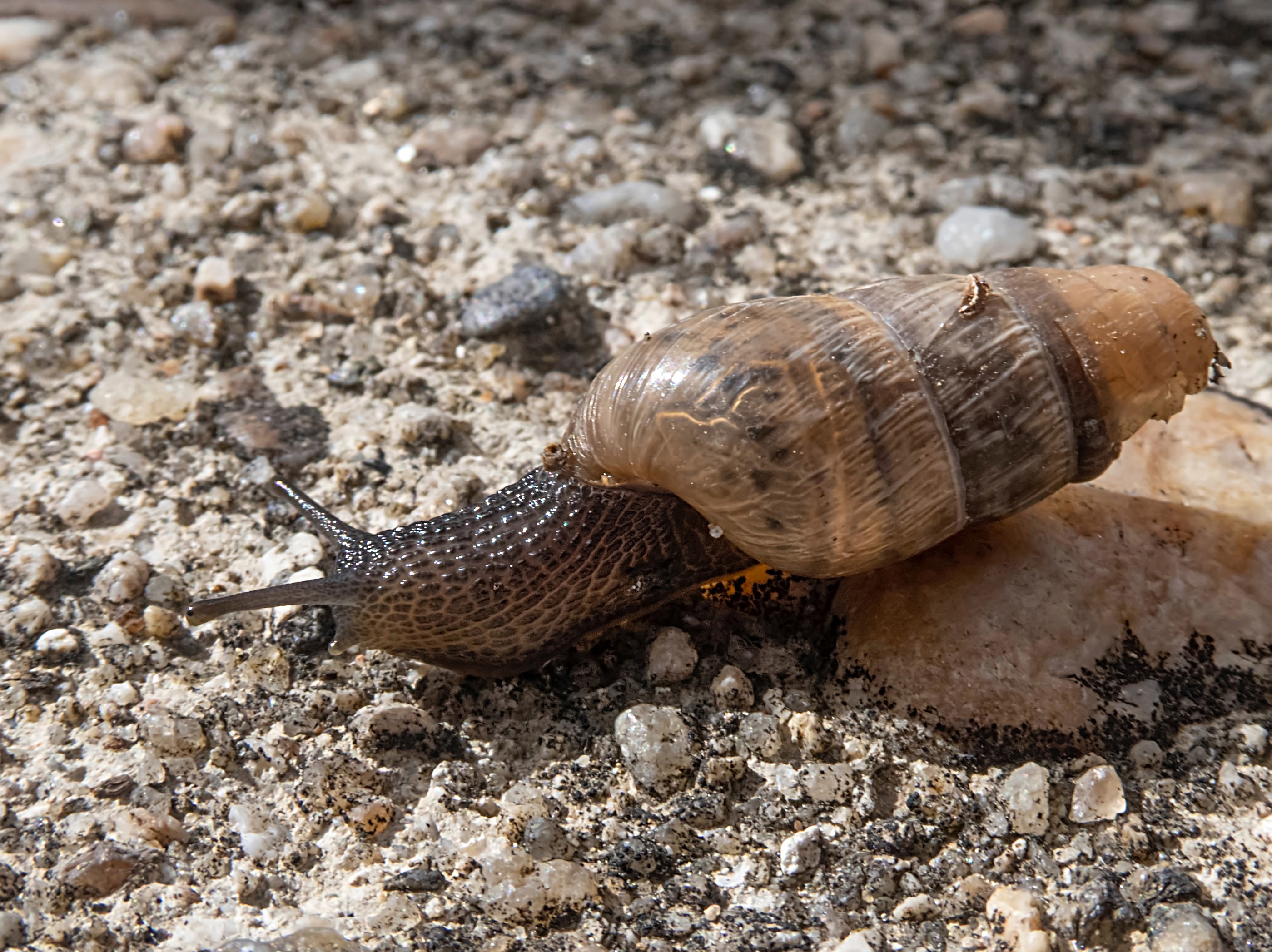
Een exemplaar van de Rumina decollata

De Rumina decollata is een geduchte rover van de tuinslak en leeft van nature in het Middellandse zeegebied. Slakkenkwekers aldaar hebben een groot probleem als de Rumina zijn weg in de kwekerij gevonden heeft, want het decimeert in korte tijd hele populaties. Deze slak wordt dan ook door tuinders als biologische bestrijdingsmiddel tegen tuinslakken ingezet.

### Naaktslakken
Naaktslakken zijn vectoren: ze dragen ziekten met zich mee die op de segrijnslakken overgebracht kunnen worden. Het gaat met name om parasieten als mijten. Bovendien zijn naaktslakken zijn voedselconcurrenten van de gekweekte slakken en jagen ze de kweker daarmee op extra kosten. Daarmee vallen ze ook in de categorie van ongewenste dieren.
Naaktslakken zijn hardnekkige dieren om te verwijderen als ze eenmaal de slakkenkwekerij binnengedrongen zijn. Ze dienen handmatig verwijderd te worden. Een alternatieve methode is het plaatsen van karton in de parken. Naaktslakken hechten zich aan de onderkant hieraan en na een paar dagen kunnen ze en masse verzameld worden. In de literatuur wordt veelal gesuggereerd de naaktslakken in chloorwater te verdelgen.
Om vermenigvuldiging van dit dier in de kwekerij tegen te gaan, is de kweker er in de paartijd extra alert op deze dieren op te ruimen en in de broedperiodes de grond te bewerken ter vernietiging van de einesten. Dit dient echter met beleid te gebeuren om geen schade te berokkenen aan de kweekslakken.
De gevlekte akkerslak is geslachtsrijp vanaf de late zomer en haar eieren komen tot eind mei uit. De Arion hortensis is geslachtsrijp vanaf de herfst. De eieren worden in het voorjaar gelegd en komen uit in juni. Ook de wegslak is ongewenst en heeft eveneens zijn eigen paar- en eileg-periodes.

## Parasieten
Ziekten van slakken worden veroorzaakt door parasieten, nematoden en bacteriën, die de slak verzwakken en in het ergste geval tot zijn dood leiden. Ziekten worden hoofdzakelijk veroorzaakt door gebrek aan hygiëne, slechte voeding en ongunstige klimatologische en fysieke omstandigheden van het leefgebied. Hieruit volgt dat ziekten relatief weinig voorkomen in de natuurlijke omgeving, terwijl ze in slakkenkwekerijen juist vaker kan voorkomen.
Voorts werken slechte voeding, meststoffen en pesticiden als gif voor de slak.

### Mijten
Van de mijten die de slak parasiteren is de Riccardoella limacum de bekendste. Deze slakkenmijt voedt zich aan het bloed van de slak, de hemolymfe. Dit verzwakt de slak en leidt tot vertraagde groei. Als de aantallen mijten beperkt zijn, heeft deze parasiet een niet noemenswaardige invloed. Echter, de aantallen kunnen snel groeien in slakkenkwekerijen en dan wordt het een probleem, omdat de oogst door de vertraagde groei van de slakken kleiner wordt.
De maximaal 0,4 mm grote slakkenmijt is met het blote oog te herkennen op het huid van de slak. Het kruipt echter ook via de pneumostoom de long van het dier binnen. Er is geëxperimenteerd met desinfecteerbaden voor slakken om van mijten af te komen. De hypoaspis miles is een roofmijt die op slakkenmijten, vliegenlarven, duizendpoten, bladluizen, en ander kruipend klein ongedierte jaagt, maar de slak met rust laat. Deze roofmijt wordt dan ook door slakkenkwekers en tuinders als biologisch bestrijdingsmiddel tegen ongewenste ongewervelden gebruikt.
Tegen de slakkenmijt kan ook pyrethrine gebruikt worden. Dit is een desinfectiemiddel op natuurlijke basis, gemaakt van Tanacetum cinerariaefolium. Het wordt gedurende onderhoudsperioden in de parken gespoten.

### Parasitaire wormen
Slakken kunnen parasitaire wormen behuizen, die slakken als tussengastheer in hun ontwikkeling gebruiken.

### Platwormen / trematoden

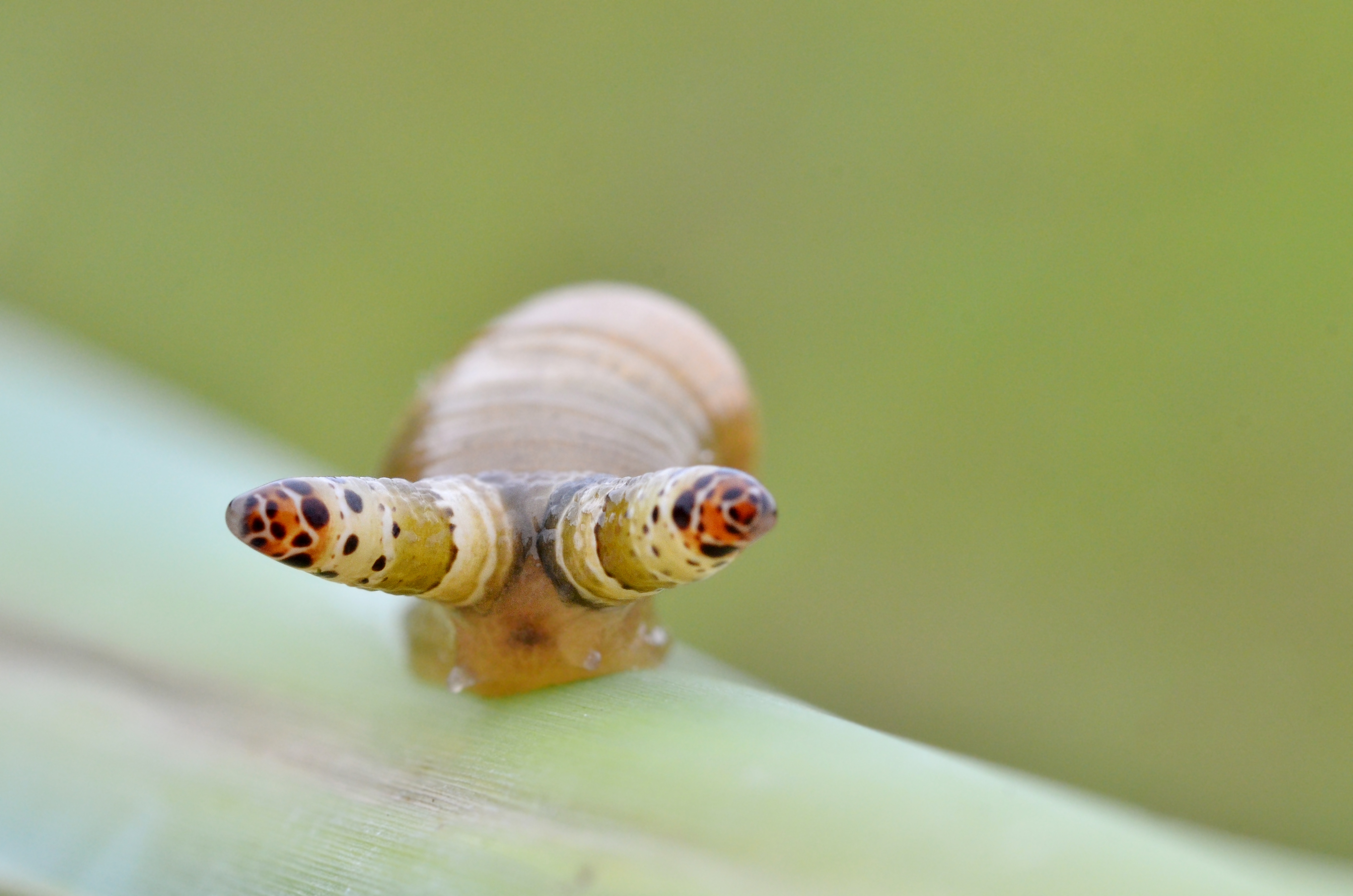
Een door platworm geparasiteerde barnsteenslak is een kleurrijke 'zombie' geworden.

De slak is een tijdelijke gastheer van de larven van de Dicrocoelium dentriticum en die van de zuigworm, een platwormstam. Deze larven vermenigvuldigen zich en stappen in een latere fase van hun ontwikkeling over naar gewervelde gastheren. De impact van deze larven op de slak varieert met de hoeveelheid, maar bij grote hoeveelheden leiden ze tot de dood van de slak.
Dit probleem komt echter vooral voor bij slakken in de natuur, waar de zuigworm makkelijk van de ene gastheer naar de andere kan overgaan en de slak als tussengastheer functioneert. In een kwekerij komt de zuigworm nagenoeg niet voor bij gebrek aan de gewervelde gastheer die noodzakelijk is voor zijn ontwikkeling. Slakken die uit de natuur geraapt zijn om in een kwekerij geplaatst te worden vormen daarom een tijdelijk risico. Dit is een reden waarom deze slakken eerst in quarantaine geplaatst worden alvorens ze bij de andere slakken geplaatst worden.

### Rondwormen
Er zijn diverse soorten nematoden, ofwel rondwormen, die de slak als gastheer gebruiken. Een aantal van hen gebruiken de slak net as de platworm alleen als tijdelijk gastheer alvorens ze naar een gewervelde gastheer overgaan. Deze zijn dus vooral problematisch voor slakken in de natuur.
Er zijn echter families typen rondworm die in kwekerijen een serieus probleem kunnen worden. De eerste is de rhabditidea, die meestal in rottend organisch afval floreren, maar hun weg naar de huid of weefsels van de slak weten te vinden. Een slak die door rhabditidea getroffen is krijgt groeiproblemen.
De andere familie zijn de Angiostomes, een parasiet van de landslak. Het leeft in het darmsysteem, voortplantingssysteem en algemene holtes van de slak. Deze rondworm plant zich voort in het genitale systeem van de slak en larven migreren mogelijk via slakkeneitjes in de maak.
De volgende rondwormen in het bijzonder zijn problematisch voor de slakkenkweek omdat zij de productie en ontwikkeling van slakken verstoren:
De Alloionema appendiculatum is een rondworm dat in staat is zich gedurende de vrije fase van zijn levenscyclus in de kwekerij en in grondlegsel te vermenigvuldigen. De larven van deze rondworm nestelen zich in de voet van de slak waar ze zich ontwikkelen tot een premature rondworm voordat ze weer de vrije ruimte opzoeken. Volwassen slakken kunnen er relatief goed tegen en het zijn de babyslakjes die het kwetstbaarst zijn: de 'infectie' vindt vooral plaats bij nieuwgeboren slakken, die in contact komen met door de moederslakken vervuilde grondlegsel. Als het aantal larven in een babyslak de veertig passeert, wordt de infectie dodelijk. De dood is gegarandeerd wanneer dat aantal verdubbeld is.
De angiostoma aspersae is met een lengte van meer dan 2 millimeter een grote rondworm, dat zich nestelt in het weefsel dat het huisje aan de slak hecht. Dit weefsel laat door zijn toedoen op een gegeven moment het huisje los waardoor de slak zijn huisje kwijtraakt en uiteindelijk door dehydratatie sterft.
De nemhelix bakeri parasiteert het voortplantingsorgaan van de slak en spreidt via het contact tussen parende slakken. Het is ook wel in de slakkeneieren te vinden, maar het kan zich daar niet ontwikkelen. Deze rondworm is niet dodelijk, maar tast het voortplantingssystrem aan, met als gevolg minder eileg van de slak waarbij tevens het percentage van eien die daadwerkelijk uitkomen ook zakt. De nemhelix bakeri heeft dus impact op de productie van slakkenkwekerijen.
Voorts is er de phasmarhabditis hermaphrodita die zich nestelt in de mantel rondom de ademhalingsopening van de slak. Deze rondworm leeft zijn gastheer uit. De slak zal uiteindelijk bezwijken onder deze parasiet.

## Ziektekiemen

### Schimmels
Broedsel-mycose (fr: Mycose de ponte) zijn schimmelziekten, fataal voor slakkeneitjes die hierdoor verkleuren, uitdrogen en verrotten. Uit de Fungi imperfecti klasse van deze schimmels zijn twee varianten bekend. De bekendste is de fusarium, herkenbaar aan de rozige kleur en de mycalenische draadjes die het ontwikkeld op de rottende eitjes. De oorzaak voor het ontstaan van deze schimmel is onduidelijk, maar er lijkt een relatie te zijn met eitjes die al bij de leg slecht en ongelijkmatig ontwikkeld zijn.
De andere variant is de Verticillium, maar die lijkt zich te beperken tot slecht ontwikkelde eitjes en heeft geen impact op andere eitjes van hetzelfde nest.

### Bacteriën
Bacteriën vormen een essentieel deel van een natuurlijke balans in het ecosysteem. Slechte bacteriën of een dominante profilering van een zekere bacterie kan echter tot ontregeling en ziekten leiden, die niet alleen de slakken, maar ook hun nesten raken. In een slakkenkwekerij gebeurt dit bij gebrek aan hygiëne van drinkwater en fysieke omgeving, ongebalanceerd voedsel en voor de slakken ongunstige regeling van klimatologisceh factoren als temperatuur, vochtigheid en ventilatie.
Symptomen van dat slechte bacteriën grip krijgen op de slakken zijn vertraagde reflexen, onvolledige terugtrekking van de slak in zijn huisje, verkleuring van de voet, niet terugtrekkende oogtentacles, gezwollen genitale opening, afscheiding van een wittig slijm. Wanneer een slak stervende is, begint een transparante vloeistof zich in het huisje te ontwikkelen.
Herstel van de juiste hygiënische omstandigheden, schoon water en gebalanceerd voedsel en geschikte klimaatomstandigheden zal de reeds aangetaste slakken waarschijnlijk niet redden, maar brengt de bacterieflora en de algemene gezondheid van de andere slakken weer op orde.

#### Pseudomonas aeruginosa
De pseudomonas aeruginosa komt van nature voor in het darmkanaal van de slak, maar deze flora kan onder voor de slak ongunstige omstandigheden flink groeien en spreiden naar andere weefsels en het hemolympische systeem van het dier. Symptomen dat de slak het slachtoffer is van deze bacterie is een toenemende verlamming van het diertje. Het trekt zich diep terug in het huisje zonder het met een epifragma af te sluiten.

### Hydropisie
Wanneer de slak zich permanent in een vochtige omgeving bevindt, kan het slachtoffer worden van hydropisie, ofwel oedeem. Door hydropisi zwelt het lichaam van de slak met als gevolg dat de slak haar huisje niet meer in kan. Bepaalde bacteriën gedijen goed in deze permanent vochtige omgeving en vermenigvuldigen zich in het hechtweefsel van het slakkenhuisje. Het daarop volgende verschijnsel lijkt op het effect van de angiostoma aspersae en het resultaat is hetzelfde: de slak sterft door uitdroging nadat het zijn huisje verloren heeft. Een dagelijkse luchtvochtigheidsschommeling van tussen maximaal 60 en minimaal 80 procent is derhalve van groot belang voor een gezond dagritme van de slak: mede hydropisi wordt dan voorkomen en de genoemde bacterie krijgt geen kans te floreren.

### Negentig dagen-ziekte
In het excrement van slakken bevindt zich koper, dat in de loop van de tijd accumuleert in de parken. Het koperniveau loopt op den duur zo hoog op dat het ongezond wordt voor de slakken. Het dier sterft dan in 90 dagen en scheidt een blauwachtige vloeistof af.
Parken met natuurlijke bodem moeten om die reden ten minste eens per vijf jaar van het koper ontdaan worden. Dit kan door vervanging van de grond, of de groei van bijvoorbeeld mosterdzaad: deze plant trekt met zijn wortels het koper uit de grond.

## Ongewenste dieren

### Mollen
Hoewel mollen geen slakken verorberen zijn ze zeer schadelijk voor de kwekerij: bij het graven van tunnels vernielen ze slakkennesten en wortels van de vegetatie die als voeding en beschutting voor de slakken dienen. Bovendien worden deze tunnels door roofdieren als doorgang naar de slakken gebruikt.
Tegen mollen kan onder de grond gaas gelegd worden. Alternatieven zijn de klassieke mechanische mollenvallen en flessen die op hun kop in molshopen gestoken worden. De effectiviteit van laatstgenoemde methode is echter dubieus. Een recentere methode zijn batterij- of zongedreven vibratoren, die vooral effectief in zanderig grond zijn: mollen zijn zeer geluids- en trillingsgevoelig. Het uitroken van de tunnels met mosterdgas is niet milieuvriendelijk maar effectief.

### Tweevleugeligen en andere insecten
Tweevleugeligen, zoals de vlieg, zijn geen vijand van de slak, maar hun aanwezigheid in de kwekerij is symptomatisch voor (veel) verzwakte en rottende (dode) slakken en daarom een signaal dat er mogelijk iets mis is in de kwekerij. Tweevleugeligen leggen hun eitjes bij de verzwakte en dode slakken waarna de larven zich op hun slachtoffer uitleven. In feite is dit een natuurlijk verschoningsproces, maar omdat te veel dode slakken tot ziekten leiden die bovendien door de vliegende insecten verspreid worden, wacht de kweker dergelijke processen niet af verwijdert hij frequent de dode slakken.
Andere insecten die symptomatisch zijn voor potentiële problemen (ziekten als gevolg van gebrek aan hygiëne, welke onder meer kan voorkomen uit rottende voedselresten en overmatige vochtigheid), zijn pissebedden, duizendpoten, oorwormen, hooiwagens, miljoenpoten, enzovoorts.

### Planteneters
Slakkenkwekerijen die (deels) in de open lucht gehouden worden, waarbij gecultiveerde planten een groot aandeel hebben in de voeding van de slakken, hebben een probleem met bladluis en andere planteneters: de conventionele bestrijdingsmethoden zijn praktisch onmogelijk omdat deze veelal gif bevatten die ook de kweekslakken aantasten. Juist geselecteerde biologische pestbestrijdingsmiddelen waaronder het gebruik van lieveheerstbeestjes en bidsprinkhanen die deze planteneters verorberen en slakken met rust laten, zijn dan een oplossing.

### Overig
Mieren worden problematisch als ze in grote aantallen voorkomen, omdat ze slakkennesten ondermijnen.

## Maatregelen
In het streven naar een gezonde en veilige omgeving voor de kweekslak wordt naar een natuurlijke balans gezocht die een gezonde en gebalanceerde groei en reproductie optimaliseert. Pestbestrijding is hierbij een uitdaging omdat haar eigenschappen de slak in grote mate overeenkomen met die van het ongedierte waartegen gestreden wordt. Het is dan ook potentieel slachtoffer van veel desinfectiemiddelen die tegen ongedierte gebruikt wordt. Oplossingen tegen ziekten, parasieten en ongewervelde ongedierten moet in de slakkenkwekerij dan ook meer dan in andere landbouwtakken gezocht worden naar een natuurlijke balans en selectieve biologische bestrijding. Bestrijding van gewervelde gedierte is enigszins eenvoudiger door gebruik van passieve en mechanische oplossingen.
De maatregelen die in 'extensieve' kwekerijen op de volle grond nodig zijn, zijn vooral gericht op passieve en mechanische oplossingen voor gewervelde dieren en biologische bestrijding van ongewervelde dieren. Hygiëne wordt in extensieve systemen grote mate op natuurlijke wijze gewaarborgd. In 'intensieve' kwekerijen 'zonder grond' impliceert het indoor-karakter van gebruikte kweeksystemen juist veel minder problemen met gewervelde dieren en concentreren de maatregelen zich op het verzekeren van hygiëne, die niet op natuurlijke wijze gewaarborgd kan worden.